# Zbrodnia w Rudnikach
Zbrodnia w Rudnikach – publiczna egzekucja 20 Polaków dokonana przez niemieckich okupantów 11 września 1942 w Rudnikach koło Częstochowy. Skazańcy zostali powieszeni w pobliżu miejscowej stacji kolejowej.

## Okoliczności i przebieg egzekucji
Egzekucja była odwetem za najście na Hugo Schulzego, dyrektora Zjednoczonych Zakładów Wapienniczych „Wapnorud” w Rudnikach, które miało miejsce w nocy 20 na 21 sierpnia 1942. W wyniku tego najścia partyzanci zabrali 6 tys. zł. Sprawcy nie zostali ujęci, aresztowano więc 20 mieszkańców Rudnik i okolicznych wsi, w tym kilku pracowników Zakładów. Wśród aresztowanych był między innymi przedwojenny szef wapienników, 55-letni Józef Szyfer.
Szubienica została wykonana już dwa dni przez egzekucją. Skazańcy zostali przywiezieni na miejsce zbrodni ciężarówką. Katami byli przymuszeni pod groźbą śmierci dwaj mieszkańcy Wielgomłynów. Egzekucja odbyła się przy przymusowej obecności okolicznych mieszkańców. Wśród obecnych były również rodziny skazańców, między innymi żona Józefa, Natalia Szyfer wraz z synem Andrzejem i ojciec 22-letniego Stanisława Wiewiórowskiego
Zbrodnia ta była pierwszą w okolicy przeprowadzoną przez Niemców w czasie II wojny światowej egzekucją publiczną, z przymusowym udziałem miejscowej ludności. Wcześniej egzekucje wykonywano potajemnie.
Zwłoki ofiar zostały zakopane w pobliskim lesie, w nieoznaczonym miejscu. Po zakończeniu niemieckiej okupacji miejsce to zostało odnalezione. 22 kwietnia 1945 ciała zostały ekshumowane i powtórnie pochowane w zbiorowym grobie na cmentarzu w Rędzinach.

## Upamiętnienie
Na miejscu egzekucji, przy ulicy Wodnica w Rudnikach, znajduje się pomnik upamiętniający jej ofiary. Pierwszy obelisk został wybudowany w 1962 roku. W 2017, z okazji 75. rocznicy zbrodni, został odsłonięty nowy pomnik. Ma on kształt czarnej, wysokiej, czworobocznej kolumny. W miejscu tym wielokrotnie odbywały się uroczystości upamiętniające zbrodnię.
10 października 2018 odsłonięto obelisk na miejscu, w którym pierwotnie pochowano ofiary. Jest on położony w lesie na terenie Michałowa Rudnickiego.
Miejscem pamięci jest również grób ofiar znajdujący się na cmentarzu parafialnym w Rędzinach. W 2024 roku został wybudowany nowy pomnik z uzupełnioną listą ofiar.

## Nazwiska ofiar
Pełna lista osób straconych w egzekucji to:

- Józef Adamus
- Icek Jankiel Biberman
- Marian Błaszczyk
- Jan Górka
- Moszek Hamburger
- Icek Hauptman
- Jan Kaptur
- Antoni Kłys
- Edward Koniarski
- Michał Lemczak
- Władysław Majewski
- Antoni Makwiński
- Jan Paczkowski
- Szczepan Popiak
- Szymon Starus
- Józef Szyfer
- Ludwik Wawszczak
- Stanisław Wiewiórowski
- Edward Wilk
- Jan Wiśniewski

Na pomniku w Rudnikach, odsłoniętym w 2017 roku, znajdowało się 14 nazwisk. Pozostałe ofiary nie były wtedy jeszcze zidentyfikowane. Ponadto na liście znalazły się nazwiska trzech osób, które nie zostały wówczas stracone: Lucjan Ociepa, Wojciech Siwek i Franciszek Wawszczak (zapisany jako Wawrzak). Na poprzedniej mogile w Rędzinach znajdowało się 10 nazwisk, na pomniku w Rudnikach z 1962 było ich 9.